# MESH (шифр)
В  криптографії, MESH — блочний шифр, що є модифікацією IDEA. Розроблений Жоржем Накахара, Вінсентом Рейменом,  Бартом Пренелем і  Джусом Вандевалле в 2002 році. На відміну від IDEA, MESH має більш складну раундову структуру. Інший алгоритм генерації  ключів дозволяє MESH уникати проблеми слабких ключів .

## Структура шифру
Кожен раунд в IDEA і MESH складається з операцій додавання та множення. Послідовність таких обчислень в межах одного раунду утворює MA-бокс. Всі MA-бокси в MESH використовують мінімум три чергових рівнів додавань і множень (за схемою «зигзаг»), в той час, як в IDEA таких тільки два. Це робить MESH більш стійким проти  диференціальної і  лінійної криптоатак. Також, з метою уникнення проблеми слабких ключів, в MESH використовуються два наступних принципи:
- Кожне підключення залежить від багатьох подключень, точнішео — як мінімум від шести попередніх ключів нелінійно.
- Використовуються фіксовані константи. Без них, наприклад, ключ з усіх нулів перейшов би в підключі, кожна з яких дорівнювала б нулю в будь-якому раунді.

Як і в IDEA, MESH використовує такі операції:
- Множення по модулю {\displaystyle 2^{16}+1}, при чому замість нуля використовується {\displaystyle 2^{16}} ({\displaystyle \odot })
- Бітовий зсув вліво на {\displaystyle n} бит ({\displaystyle \lll \ n})
- Складання по модулю {\displaystyle 2^{16}} ({\displaystyle \boxplus })
- Побітова Виключна диз'юнкція ({\displaystyle \oplus })

Операції розташовані в порядку зменшення пріоритету.
В обчисленнях запис {\displaystyle A_{k}^{(i)}} позначає 16-ти бітове слово. Індекси описуються далі.
MESH описується в трьох варіаціях за розмірами блоку: 64, 96, 128 біт. Розмір ключа при цьому береться вдвічі більший .

## MESH-64
У даній варіації розмір блоку становить 64 біт, ключ — 128 біт. Шифрування проходить в 8.5 раундів. Половина раунду відноситься до вихідних перетворень .

### Раундові перетворення
Позначимо вхідну інформацію для {\displaystyle i} -го раунду:

{\displaystyle X^{(i)}\ =\ (X_{1}^{(i)},\ X_{2}^{(i)},\ X_{3}^{(i)},\ X_{4}^{(i)}),\ i=1...9}
Кожен раунд складається з двох частин: перемішування вхідних даних з підключами і MA-обчислення. На парних і непарних раундах перемішування відбувається по-різному:
- Для непарних раундів:

{\displaystyle (Y_{1}^{(i)},\ Y_{2}^{(i)},\ Y_{3}^{(i)},\ Y_{4}^{(i)})\ =\ (X_{1}^{(i)}\ \odot \ Z_{1}^{(i)},\ X_{2}^{(i)}\ \boxplus \ Z_{2}^{(i)},\ X_{3}^{(i)}\ \boxplus \ Z_{3}^{(i)},\ X_{4}^{(i)}\ \odot \ Z_{4}^{(i)})}.
- Для парних раундів:

{\displaystyle (Y_{1}^{(i)},\ Y_{2}^{(i)},\ Y_{3}^{(i)},\ Y_{4}^{(i)})\ =\ (X_{1}^{(i)}\ \ boxplus\ Z_{1}^{(i)},\ X_{2}^{(i)}\ \ odot\ Z_{2}^{(i)},\ X_{3}^{(i)}\ \ odot\ Z_{3}^{(i)},\ X_{4}^{(i)}\ \ boxplus\ Z_{4}^{(i)})}.
Перетворення, що виконуються MA-боксами, однакові для всіх раундів. Вхідні дані для них виходять наступним чином:

{\displaystyle (Y_{5}^{(i)},\ Y_{6}^{(i)})\ =\ (Y_{1}^{(i)}\ \oplus \ Y_{3}^{(i)},\ Y_{2}^{(i)}\ \oplus \ Y_{4}^{(i)})}

МА-обчислення описуються наступними формулами:

{\displaystyle Y_{7}^{(i)}\ =\ ((Y_{5}^{(i)}\ \odot \ Z_{5}^{(i)}\ \boxplus \ Y_{6}^{(i)})\ \odot \ Z_{6}^{(i)}\ \boxplus \ (Y_{5}^{(i)}\ \odot \ Z_{5}^{(i)}))\ \odot \ Z_{7}^{(i)}}

{\displaystyle Y_{8}^{(i)}\ =\ Y_{7}^{(i)}\ \boxplus \ ((Y_{5}^{(i)}\ \odot \ Z_{5}^{(i)}\ \boxplus \ Y_{6}^{(i)})\ \odot \ Z_{6}^{(i)})}

Використовуючи результати, отримані MA-боксами, знаходимо вхідні дані для наступного раунду:

{\displaystyle X^{(i+1)}\ =\ (Y_{1}^{(i)}\ \oplus \ Y_{8}^{(i)},\ Y_{3}^{(i)}\ \oplus \ Y_{8}^{(i)},\ Y_{2}^{(i)}\ \oplus \ Y_{7}^{(i)},\ Y_{4}^{(i)}\ \oplus \ Y_{7}^{(i)})}

Згідно зі схемою, для отримання зашифрованого повідомлення, необхідно після восьмого раунду провести перемішування по непарній схемі {\displaystyle (i=9)}

### Генерація ключів
Для генерації ключів використовується 128-бітний, призначений для користувача ключ, а також 16-бітові константи {\displaystyle c_{i}}: {\displaystyle c_{0}\ =\ 1}, {\displaystyle c_{i}\ =\ 3c_{i-1}}, вони обчислюються в Полі Галуа {\displaystyle GF(2^{16})} по модулю багаточлена {\displaystyle x^{16}\ +\ x^{5}\ +\ x^{3}\ +\ x^{2}\ +\ 1}. Призначений для користувача ключ, розбивається на 8 16-бітових слів {\displaystyle K_{i},\ 0\ \ leqslant\ i\ \ leqslant\ 7}.
Обчислення підключів відбувається наступним чином: :

{\displaystyle Z_{i+1}^{(1)}\ =\ K_{i}\ \oplus \ c_{i},\ 0\ \leqslant \ i\ \leqslant \ 6}

{\displaystyle Z_{1}^{(2)}\ =\ K_{7}\ \oplus \ c_{7}}

{\displaystyle Z_{l(i)}^{(h(i))}\ =\ (((((Z_{l(i-8)}^{(h(i-8))}\ \boxplus \ Z_{l(i-7)}^{(h(i-7))})\ \oplus \ Z_{l(i-6)}^{(h(i-6))})\ \boxplus \ Z_{l(i-3)}^{(h(i-3))})\ \oplus \ Z_{l(i-2)}^{(h(i-2))})\ \boxplus \ Z_{l(i-1)}^{(h(i-1))})\ \lll \ 7\ \oplus \ c_{i},}

где {\displaystyle 8\ \leqslant \ i\ \leqslant \ 59,\ h(i)\ =\ i\ div\ 7\ +\ 1,\ l(i)\ =\ i\ {\bmod {\ }}7\ +\ 1}.

### Розшифровка
Для розшифровки MESH, як і IDEA, використовують вже існуючу схему, але зі зміненими раундовими підключами. Позначимо підключі, що використовувалися при шифруванні, в такий спосіб:

 {\displaystyle (Z_{1}^{(r)},\ ...\ Z_{7}^{(r)}),\ 1\ \ leqslant\ r\ \ leqslant\ 8} — підключі повних раундів;

 {\displaystyle (Z_{1}^{(9)},\ ...\ Z_{4}^{(9)})} — підключі вихідних перетворень.
Тоді підключі розшифровки задаються наступним чином : :
- {\displaystyle ((Z_{1}^{(9)})^{-1},\ -Z_{2}^{(9)},\ -Z_{3}^{(9)},\ (Z_{4}^{(9)})^{-1},\ Z_{5}^{(8)},\ Z_{6}^{(8)},\ Z_{7}^{(8)})}, — первий раунд розшифровки;
- {\displaystyle (-Z_{1}^{(10-r)},\ (Z_{3}^{(10-r)})^{-1},\ (Z_{2}^{(10-r)})^{-1},\ -Z_{4}^{(10-r)},\ Z_{5}^{(9-r)},\ Z_{6}^{(9-r)},\ Z_{7}^{(9-r)})}, — {\displaystyle r}-й парний раунд, {\displaystyle r\ \in \ \{2,\ 4,\ 6,\ 8\}};
- {\displaystyle ((Z_{1}^{(9-r)})^{-1},\ -Z_{3}^{(9-r)},\ -Z_{2}^{(9-r)},\ (Z_{4}^{(9-r)})^{-1},\ Z_{5}^{(8-r)},\ Z_{6}^{(8-r)},\ Z_{7}^{(8-r)})}, — {\displaystyle r}-й непарний раунд, {\displaystyle r\ \in \ \{3,\ 5,\ 7\}};
- {\displaystyle ((Z_{1}^{(1)})^{-1},\ -Z_{2}^{(1)},\ -Z_{3}^{(1)},\ (Z_{4}^{(1)})^{-1})}, — вихідні перетворення.

## MESH-96
У даній варіації розмір блоку становить 96 біт, ключ — 192 біт. Шифрування проходить в 10.5 раундів. Половина раунду відноситься до вихідних перетворень .

### Раундові перетворення
Позначимо вхідну інформацію для {\displaystyle i} -го раунду:

 {\displaystyle X^{(i)}\ =\ (X_{1}^{(i)},\ X_{2}^{(i)},\ X_{3}^{(i)},\ X_{4}^{(i)},\ X_{5}^{(i)},\ X_{6}^{(i)}),\ i=1...11}
Кожен раунд складається з двох частин: перемішування вхідних даних із підключами і MA-обчислення. На парних і непарних раундах перемішування відбувається по-різному:
- Для непарних раундів:

{\displaystyle (Y_{1}^{(i)},\ Y_{2}^{(i)},\ Y_{3}^{(i)},\ Y_{4}^{(i)},\ Y_{5}^{(i)},\ Y_{6}^{(i)})\ =\ (X_{1}^{(i)}\ \odot \ Z_{1}^{(i)},\ X_{2}^{(i)}\ \boxplus \ Z_{2}^{(i)},\ X_{3}^{(i)}\ \odot \ Z_{3}^{(i)},\ X_{4}^{(i)}\ \boxplus \ Z_{4}^{(i)},\ X_{5}^{(i)}\ \odot \ Z_{5}^{(i)},\ X_{6}^{(i)}\ \boxplus \ Z_{6}^{(i)})}
- Для парних раундів:

{\displaystyle (Y_{1}^{(i)},\ Y_{2}^{(i)},\ Y_{3}^{(i)},\ Y_{4}^{(i)},\ Y_{5}^{(i)},\ Y_{6}^{(i)})\ =\ (X_{1}^{(i)}\ \boxplus \ Z_{1}^{(i)},\ X_{2}^{(i)}\ \odot \ Z_{2}^{(i)},\ X_{3}^{(i)}\ \boxplus \ Z_{3}^{(i)},\ X_{4}^{(i)}\ \odot \ Z_{4}^{(i)},\ X_{5}^{(i)}\ \boxplus \ Z_{5}^{(i)},\ X_{6}^{(i)}\ \odot \ Z_{6}^{(i)})}
Перетворення, що виконуються MA-боксами, однакові для всіх раундів. Вхідні дані для них виходять наступним чином:

{\displaystyle (Y_{7}^{(i)},\ Y_{8}^{(i)},\ Y_{9}^{(i)})\ =\ (Y_{1}^{(i)}\ \oplus \ Y_{4}^{(i)},\ Y_{2}^{(i)}\ \oplus \ Y_{5}^{(i)},\ Y_{3}^{(i)}\ \oplus \ Y_{6}^{(i)})}

МА-обчислення описуються наступними формулами:

{\displaystyle Y_{10}^{(i)}\ =\ (((Y_{7}^{(i)}\ \odot \ Z_{7}^{(i)}\ \boxplus \ Y_{8}^{(i)})\ \odot \ Y_{9}^{(i)}\ \boxplus \ Z_{8}^{(i)})\ \odot \ (Y_{7}^{(i)}\ \odot \ Z_{7}^{(i)}\ \boxplus \ Y_{8}^{(i)})\ \boxplus \ Y_{7}^{(i)}\ \odot \ Z_{7}^{(i)})\ \odot \ Z_{9}^{(i)}}

{\displaystyle Y_{11}^{(i)}\ =\ Y_{10}^{(i)}\ \boxplus \ ((Y_{7}^{(i)}\ \odot \ Z_{7}^{(i)}\ \boxplus \ Y_{8}^{(i)})\ \odot \ Y_{9}^{(i)}\ \boxplus \ Z_{8}^{(i)})\ \odot \ (Y_{7}^{(i)}\ \odot \ Z_{7}^{(i)}\ \boxplus \ Y_{8}^{(i)})}

{\displaystyle Y_{12}^{(i)}\ =\ Y_{11}^{(i)}\ \odot \ ((Y_{7}^{(i)}\ \odot \ Z_{7}^{(i)}\ \boxplus \ Y_{8}^{(i)})\ \odot \ Y_{9}^{(i)}\ \boxplus \ Z_{8}^{(i)})}

Використовуючи результати, отримані MA-боксами, знаходимо вхідні дані для наступного раунду:

{\displaystyle X^{(i+1)}\ =\ (Y_{1}^{(i)}\ \oplus \ Y_{12}^{(i)},\ Y_{4}^{(i)}\ \oplus \ Y_{12}^{(i)},\ Y_{5}^{(i)}\ \oplus \ Y_{11}^{(i)},\ Y_{2}^{(i)}\ \oplus \ Y_{11}^{(i)},\ Y_{3}^{(i)}\ \oplus \ Y_{10}^{(i)},\ Y_{6}^{(i)}\ \oplus \ Y_{10}^{(i)})}

Для отримання зашифрованого повідомлення, необхідно після 10-го раунду провести перемішування за непарною схемою {\displaystyle (i=9)} 

### Генерація ключів
Для генерації ключів використовується 192-бітний, призначений для користувача, ключ, а також 16-бітові константи, такі ж, як і для MESH-64.
Обчислення подключів відбувається наступним чином: :

{\displaystyle Z_{i+1}^{(1)}\ =\ K_{i}\ \oplus \ c_{i},\ 0\ \leqslant \ i\ \leqslant \ 8}

{\displaystyle Z_{1}^{(2)}\ =\ K_{9}\ \oplus \ c_{9}}

{\displaystyle Z_{2}^{(2)}\ =\ K_{10}\ \oplus \ c_{10}}

{\displaystyle Z_{3}^{(2)}\ =\ K_{11}\ \oplus \ c_{11}}

{\displaystyle Z_{l(i)}^{(h(i))}\ =\ (((((Z_{l(i-12)}^{(h(i-12))}\ \boxplus \ Z_{l(i-8)}^{(h(i-8))})\ \oplus \ Z_{l(i-6)}^{(h(i-6))})\ \boxplus \ Z_{l(i-4)}^{(h(i-4))})\ \oplus \ Z_{l(i-2)}^{(h(i-2))})\ \boxplus \ Z_{l(i-1)}^{(h(i-1))})\ \lll \ 9\ \oplus \ c_{i},}

где {\displaystyle 12\ \leqslant \ i\ \leqslant \ 95,\ h(i)\ =\ i\ div\ 9\ +\ 1,\ l(i)\ =\ i\ {\bmod {\ }}9\ +\ 1}.

### Розшифровка
Для розшифровки MESH, як і IDEA, використовує вже існуючу схему, але зі зміненими раундовими підключами. Позначимо підключі, що використовувалися при шифруванні, в такий спосіб:

 {\displaystyle (Z_{1}^{(r)},\ ...\ Z_{9}^{(r)}),\ 1\ \ leqslant\ r\ \ leqslant\ 10} — підключі повних раундів;

 {\displaystyle (Z_{1}^{(11)},\ ...\ Z_{6}^{(11)})} — підключі вихідних перетворень.
Тоді підключі розшифровки задаються наступним чином :
- {\displaystyle ((Z_{1}^{(11)})^{-1},\ -Z_{2}^{(11)},\ (Z_{3}^{(11)})^{-1},\ -Z_{4}^{(11)},\ (Z_{5}^{(11)})^{-1},\ -Z_{6}^{(11)},\ Z_{7}^{(10)},\ Z_{8}^{(10)},\ Z_{9}^{(10)})}, — перший раунд розшифровки;
- {\displaystyle (-Z_{1}^{(12-r)},\ (Z_{4}^{(12-r)})^{-1},\ -Z_{5}^{(12-r)},\ (Z_{2}^{(12-r)})^{-1},\ -Z_{3}^{(12-r)},\ (Z_{6}^{(12-r)})^{-1},\ Z_{7}^{(11-r)},\ Z_{8}^{(11-r)},\ Z_{9}^{(11-r)})}, — {\displaystyle r}-й парний раунд, {\displaystyle r\ \in \ \{2,\ 4,\ 6,\ 8,\ 10\}};
- {\displaystyle ((Z_{1}^{(11-r)})^{-1},\ -Z_{4}^{(11-r)},\ (Z_{5}^{(11-r)})^{-1},\ -Z_{2}^{(11-r)},\ (Z_{3}^{(11-r)})^{-1},\ -Z_{6}^{(11-r)},\ Z_{7}^{(10-r)},\ Z_{8}^{(10-r)},\ Z_{9}^{(10-r)})}, — {\displaystyle r}-й непарний раунд, {\displaystyle r\ \in \ \{3,\ 5,\ 7,\ 9\}};
- {\displaystyle ((Z_{1}^{(1)})^{-1},\ -Z_{2}^{(1)},\ (Z_{3}^{(1)})^{-1},\ -Z_{4}^{(1)},\ (Z_{5}^{(1)})^{-1},\ -Z_{6}^{(1)})}, — вихідні перетворення.

## MESH-128
У даній варіації розмір блоку становить 128 біт, ключ — 256 біт. Шифрування проходить в 12.5 раундів. Половина раунду відноситься до вихідних перетворень .

### Ранундові перетворення
Позначимо вхідну інформацію для {\displaystyle i} -го раунду:

{\displaystyle X^{(i)}\ =\ (X_{1}^{(i)},\ X_{2}^{(i)},\ X_{3}^{(i)},\ X_{4}^{(i)},\ X_{5}^{(i)},\ X_{6}^{(i)},\ X_{7}^{(i)},\ X_{8}^{(i)}),\ i=1...13}
Кожен раунд складається з двох частин: перемішування вхідних даних із підключами і MA-обчислення. На парних і непарних раундах перемішування відбувається по-різному:
- Для непарних раундів:

{\displaystyle (Y_{1}^{(i)},\ Y_{2}^{(i)},\ Y_{3}^{(i)},\ Y_{4}^{(i)},\ Y_{5}^{(i)},\ Y_{6}^{(i)},\ Y_{7}^{(i)},\ Y_{8}^{(i)})\ =}

{\displaystyle \ \ \ \ \ \ \ \ \ \ \ \ \ (X_{1}^{(i)}\ \odot \ Z_{1}^{(i)},\ X_{2}^{(i)}\ \boxplus \ Z_{2}^{(i)},\ X_{3}^{(i)}\ \odot \ Z_{3}^{(i)},\ X_{4}^{(i)}\ \boxplus \ Z_{4}^{(i)},\ X_{5}^{(i)}\ \odot \ Z_{5}^{(i)},\ X_{6}^{(i)}\ \boxplus \ Z_{6}^{(i)},\ X_{7}^{(i)}\ \odot \ Z_{7}^{(i)},\ X_{8}^{(i)}\ \boxplus \ Z_{8}^{(i)})}
- Для парних раундів:

{\displaystyle (Y_{1}^{(i)},\ Y_{2}^{(i)},\ Y_{3}^{(i)},\ Y_{4}^{(i)},\ Y_{5}^{(i)},\ Y_{6}^{(i)},\ Y_{7}^{(i)},\ Y_{8}^{(i)})\ =}

{\displaystyle \ \ \ \ \ \ \ \ \ \ \ \ \ (X_{1}^{(i)}\ \boxplus \ Z_{1}^{(i)},\ X_{2}^{(i)}\ \odot \ Z_{2}^{(i)},\ X_{3}^{(i)}\ \boxplus \ Z_{3}^{(i)},\ X_{4}^{(i)}\ \odot \ Z_{4}^{(i)},\ X_{5}^{(i)}\ \boxplus \ Z_{5}^{(i)},\ X_{6}^{(i)}\ \odot \ Z_{6}^{(i)},\ X_{7}^{(i)}\ \boxplus \ Z_{7}^{(i)},\ X_{8}^{(i)}\ \odot \ Z_{8}^{(i)})}
Перетворення, що виконуються MA-боксами, однакові для всіх раундів. Вхідні дані для них виходять наступним чином:

{\displaystyle (Y_{9}^{(i)},\ Y_{10}^{(i)},\ Y_{11}^{(i)},\ Y_{12}^{(i)})\ =\ (Y_{1}^{(i)}\ \oplus \ Y_{5}^{(i)},\ Y_{2}^{(i)}\ \oplus \ Y_{6}^{(i)},\ Y_{3}^{(i)}\ \oplus \ Y_{7}^{(i)},\ Y_{4}^{(i)}\ \oplus \ Y_{8}^{(i)})}
.
МА-обчислення описуються наступними формулами:

{\displaystyle Y_{13}^{(i)}\ =\ Y_{9}^{(i)}\ \odot \ Z_{9}^{(i)},\ \ \ \ \ Y_{14}^{(i)}\ =\ Y_{13}^{(i)}\ \boxplus \ Y_{10}^{(i)},}

{\displaystyle Y_{15}^{(i)}\ =\ Y_{14}^{(i)}\ \odot \ Y_{11}^{(i)},\ \ \ \ \ Y_{16}^{(i)}\ =\ Y_{15}^{(i)}\ \boxplus \ Y_{12}^{(i)},}

{\displaystyle Y_{17}^{(i)}\ =\ Y_{16}^{(i)}\ \odot \ Z_{10}^{(i)},\ \ \ \ \ Y_{18}^{(i)}\ =\ Y_{15}^{(i)}\ \boxplus \ Y_{17}^{(i)},}

{\displaystyle Y_{19}^{(i)}\ =\ Y_{14}^{(i)}\ \odot \ Y_{18}^{(i)},\ \ \ \ \ Y_{20}^{(i)}\ =\ Y_{13}^{(i)}\ \boxplus \ Y_{19}^{(i)},}

{\displaystyle Y_{21}^{(i)}\ =\ Y_{20}^{(i)}\ \odot \ Z_{11}^{(i)},\ \ \ \ \ Y_{22}^{(i)}\ =\ Y_{19}^{(i)}\ \boxplus \ Y_{21}^{(i)},}

{\displaystyle Y_{23}^{(i)}\ =\ Y_{18}^{(i)}\ \odot \ Y_{22}^{(i)},\ \ \ \ \ Y_{24}^{(i)}\ =\ Y_{17}^{(i)}\ \boxplus \ Y_{23}^{(i)},}

{\displaystyle Y_{25}^{(i)}\ =\ Y_{24}^{(i)}\ \odot \ Z_{12}^{(i)},\ \ \ \ \ Y_{26}^{(i)}\ =\ Y_{23}^{(i)}\ \boxplus \ Y_{25}^{(i)},}

{\displaystyle Y_{27}^{(i)}\ =\ Y_{22}^{(i)}\ \odot \ Y_{26}^{(i)},\ \ \ \ \ Y_{28}^{(i)}\ =\ Y_{21}^{(i)}\ \boxplus \ Y_{27}^{(i)}.}
Використовуючи результати, отримані MA-боксами, знаходимо вхідні дані для наступного раунду:

{\displaystyle X^{(i+1)}\ =\ (Y_{1}^{(i)}\ \oplus \ Y_{25}^{(i)},\ Y_{5}^{(i)}\ \oplus \ Y_{25}^{(i)},\ Y_{6}^{(i)}\ \oplus \ Y_{26}^{(i)},\ Y_{7}^{(i)}\ \oplus \ Y_{27}^{(i)},\ Y_{2}^{(i)}\ \oplus \ Y_{26}^{(i)},\ Y_{3}^{(i)}\ \oplus \ Y_{27}^{(i)},\ Y_{4}^{(i)}\ \oplus \ Y_{28}^{(i)},\ Y_{8}^{(i)}\ \oplus \ Y_{28}^{(i)})}

Для отримання зашифрованого повідомлення необхідно після 12-го раунду провести перемішування за непарною схемою {\displaystyle (i=9)} 

### Генерація ключів
Для генерації ключів використовується 256-бітний, призначений для користувача, ключ, а також 16-бітові константи, такі ж, як для MESH-64 і для MESH-96.
Обчислення подключів відбувається наступним чином: :

{\displaystyle Z_{i+1}^{(1)}\ =\ K_{i}\ \oplus \ c_{i},\ 0\ \leqslant \ i\ \leqslant \ 11}

{\displaystyle Z_{j\ {\bmod {\ }}12\ +\ 1}^{(2)}\ =\ K_{j}\ \oplus \ c_{j},\ 12\ \leqslant \ j\ \leqslant \ 15}

{\displaystyle Z_{l(i)}^{(h(i))}\ =\ (((((Z_{l(i-16)}^{(h(i-16))}\ \boxplus \ Z_{l(i-13)}^{(h(i-13))})\ \oplus \ Z_{l(i-12)}^{(h(i-12))})\ \boxplus \ Z_{l(i-8)}^{(h(i-8))})\ \oplus \ Z_{l(i-2)}^{(h(i-2))})\ \boxplus \ Z_{l(i-1)}^{(h(i-1))})\ \lll \ 11\ \oplus \ c_{i},}

где {\displaystyle 16\ \leqslant \ i\ \leqslant \ 151,\ h(i)\ =\ i\ div\ 12\ +\ 1,\ l(i)\ =\ i\ {\bmod {\ }}12\ +\ 1}.

### Розшифровка
Для розшифровки MESH, як і IDEA, використовує вже існуючу схему, але зі зміненими раундовими підключами. Позначимо підключі, що використовувалися при шифруванні, в такий спосіб:

 {\displaystyle (Z_{1}^{(r)},\ ...\ Z_{12}^{(r)}),\ 1\ \ leqslant\ r\ \ leqslant\ 12} — підключі повних раундів;

 {\displaystyle (Z_{1}^{(13)},\ ...\ Z_{8}^{(13)})} — підключі вихідних перетворень.
:
- {\displaystyle ((Z_{1}^{(13)})^{-1},\ -Z_{2}^{(13)},\ (Z_{3}^{(13)})^{-1},\ -Z_{4}^{(13)},\ -Z_{5}^{(13)},\ (Z_{6}^{(13)})^{-1},\ -Z_{7}^{(13)},\ (Z_{8}^{(13)})^{-1},\ Z_{9}^{(12)},\ Z_{10}^{(12)},\ Z_{11}^{(12)},\ Z_{12}^{(12)})}, — перший раунд розшифровки;
- {\displaystyle (-Z_{1}^{(14-r)},\ (Z_{5}^{(14-r)})^{-1},\ -Z_{6}^{(14-r)},\ (Z_{7}^{(14-r)})^{-1},\ (Z_{2}^{(14-r)})^{-1},\ -Z_{3}^{(14-r)},\ (Z_{4}^{(14-r)})^{-1},\ -Z_{8}^{(14-r)},\ Z_{9}^{(13-r)},\ Z_{10}^{(13-r)},\ Z_{11}^{(13-r)},\ Z_{12}^{(13-r)})}, — {\displaystyle r}-й парний раунд, {\displaystyle r\ \in \ \{2,\ 4,\ 6,\ 8,\ 10,\ 12\}};
- {\displaystyle ((Z_{1}^{(13-r)})^{-1},\ -Z_{5}^{(13-r)},\ (Z_{6}^{(13-r)})^{-1},\ -Z_{7}^{(13-r)},\ -Z_{2}^{(13-r)},\ (-Z_{3}^{(13-r)})^{-1},\ -Z_{4}^{(13-r)},\ (Z_{8}^{(13-r)})^{-1},\ Z_{9}^{(12-r)},\ Z_{10}^{(12-r)},\ Z_{11}^{(12-r)},\ Z_{12}^{(12-r)})}, — {\displaystyle r}-й непарний раунд, {\displaystyle r\ \in \ \{3,\ 5,\ 7,\ 9,\ 11\}};
- {\displaystyle ((Z_{1}^{(1)})^{-1},\ -Z_{2}^{(1)},\ (Z_{3}^{(1)})^{-1},\ -Z_{4}^{(1)},\ -Z_{5}^{(1)},\ (Z_{6}^{(1)})^{-1},\ -Z_{7}^{(1)},\ (Z_{8}^{(1)})^{-1})}, — вихідні перетворення.

## Криптоаналіз
Нижче наводиться таблиця, яка містить розрахункову інформацію щодо можливих криптоатак. У ній розглядаються урізані алгоритми, кількість раундів можна побачити у відповідній колонці. За дані приймаються вибрані  підібрані відкриті тексти, вказується необхідна кількість таких (в блоках). Час оцінюється в кількості обчислень. Пам'ять відображає кількість елементів пам'яті, необхідних для зберігання будь-яких даних під час криптоатаки. Як видно з таблиці, всі варіанти MESH більш складні для злому представленими криптоатаками, ніж IDEA, на якому він базується  .
| Шифр                    | Криптоаналіз    | #Раундів            | Дані                     | Пам'ять                 | Час                     |
| ----------------------- | --------------- | ------------------- | ------------------------ | ----------------------- | ----------------------- |
| IDEA (8.5 раундів)      | Інтегральний    | {\displaystyle 2.5} | {\displaystyle 23}       | {\displaystyle 23}      | {\displaystyle 2^{64}}  |
| IDEA (8.5 раундів)      | Усічений диф.   | {\displaystyle 3.5} | {\displaystyle 2^{56}}   | {\displaystyle 2^{32}}  | {\displaystyle 2^{67}}  |
| IDEA (8.5 раундів)      | Неможливий диф. | {\displaystyle 3.5} | {\displaystyle 2^{38.5}} | {\displaystyle 2^{37}}  | {\displaystyle 2^{53}}  |
| IDEA (8.5 раундів)      | Неможливий диф. | {\displaystyle 4}   | {\displaystyle 2^{38.5}} | {\displaystyle 2^{37}}  | {\displaystyle 2^{70}}  |
| MESH-64 (8.5 раундів)   | Інтегральний    | {\displaystyle 2.5} | {\displaystyle 2^{50.5}} | {\displaystyle 2^{16}}  | {\displaystyle 2^{76}}  |
| MESH-64 (8.5 раундів)   | Усічений диф.   | {\displaystyle 3.5} | {\displaystyle 2^{64}}   | {\displaystyle 2^{32}}  | {\displaystyle 2^{78}}  |
| MESH-64 (8.5 раундів)   | Неможливий диф. | {\displaystyle 3.5} | {\displaystyle 2^{39.5}} | {\displaystyle 2^{61}}  | {\displaystyle 2^{64}}  |
| MESH-64 (8.5 раундів)   | Неможливий диф. | {\displaystyle 4}   | {\displaystyle 2^{39.5}} | {\displaystyle 2^{61}}  | {\displaystyle 2^{112}} |
| MESH-96 (10.5 раундів)  | Інтегральний    | {\displaystyle 2.5} | {\displaystyle 2^{50}}   | {\displaystyle 2^{16}}  | {\displaystyle 2^{96}}  |
| MESH-96 (10.5 раундів)  | Усічений диф.   | {\displaystyle 3.5} | {\displaystyle 2^{96}}   | {\displaystyle 2^{64}}  | {\displaystyle 2^{109}} |
| MESH-96 (10.5 раундів)  | Неможливий диф. | {\displaystyle 3.5} | {\displaystyle 2^{56}}   | {\displaystyle 2^{93}}  | {\displaystyle 2^{96}}  |
| MESH-96 (10.5 раундів)  | Неможливий диф. | {\displaystyle 4}   | {\displaystyle 2^{56}}   | {\displaystyle 2^{93}}  | {\displaystyle 2^{144}} |
| MESH-128 (12.5 раундів) | Інтегральний    | {\displaystyle 2.5} | {\displaystyle 2^{50}}   | {\displaystyle 2^{16}}  | {\displaystyle 2^{128}} |
| MESH-128 (12.5 раундів) | Усічений диф.   | {\displaystyle 3.5} | {\displaystyle 2^{128}}  | {\displaystyle 2^{64}}  | {\displaystyle 2^{142}} |
| MESH-128 (12.5 раундів) | Неможливий диф. | {\displaystyle 3.5} | {\displaystyle 2^{65}}   | {\displaystyle 2^{157}} | {\displaystyle 2^{128}} |
| MESH-128 (12.5 раундів) | Неможливий диф. | {\displaystyle 4}   | {\displaystyle 2^{65}}   | {\displaystyle 2^{157}} | {\displaystyle 2^{192}} |